# Cerasus campanulata
Prunus campanulata là loài thực vật có hoa trong họ Hoa hồng. Loài này được (Maxim.) A.N. Vassiljeva mô tả khoa học đầu tiên năm 1957.

## Hình ảnh

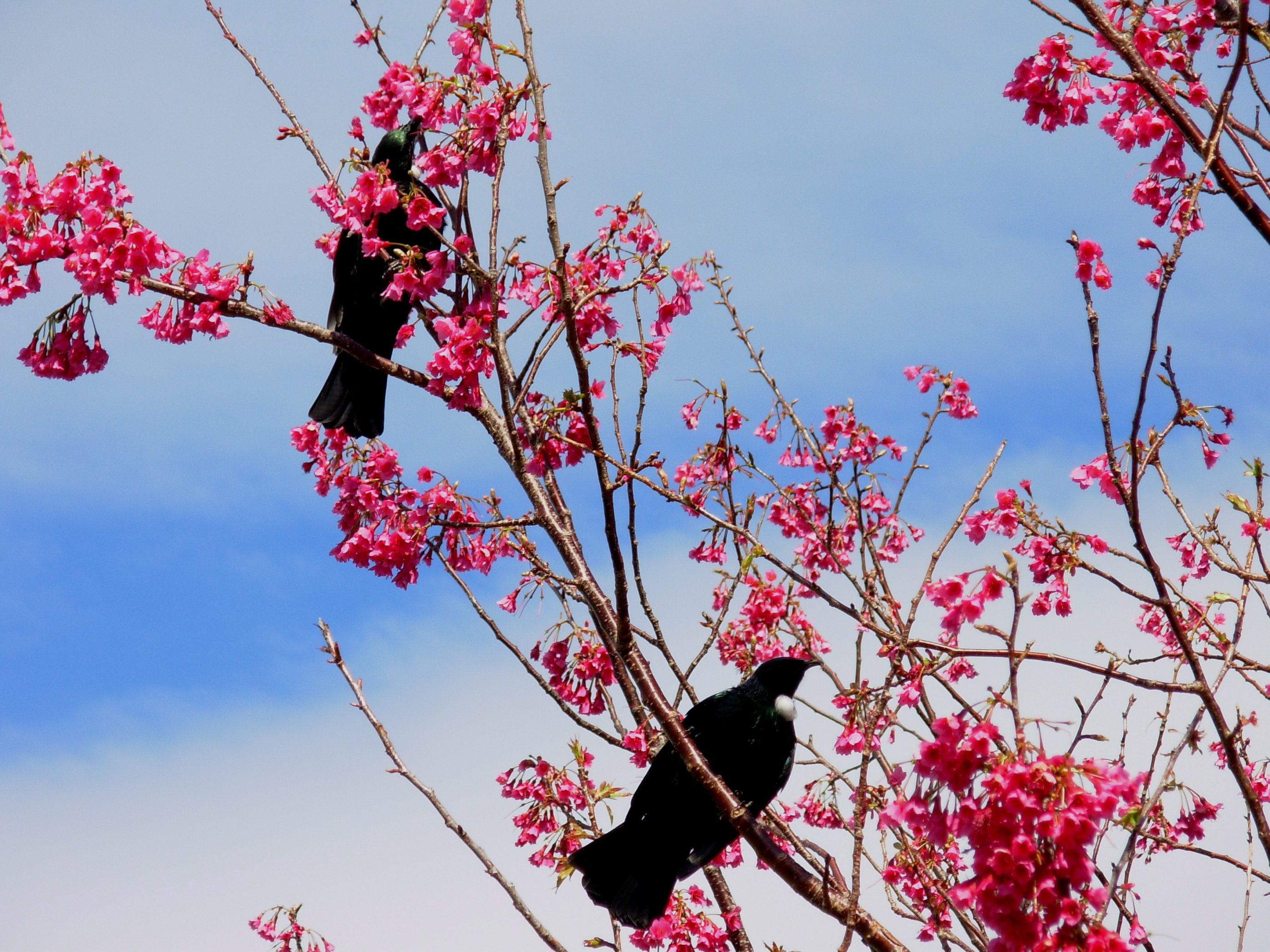
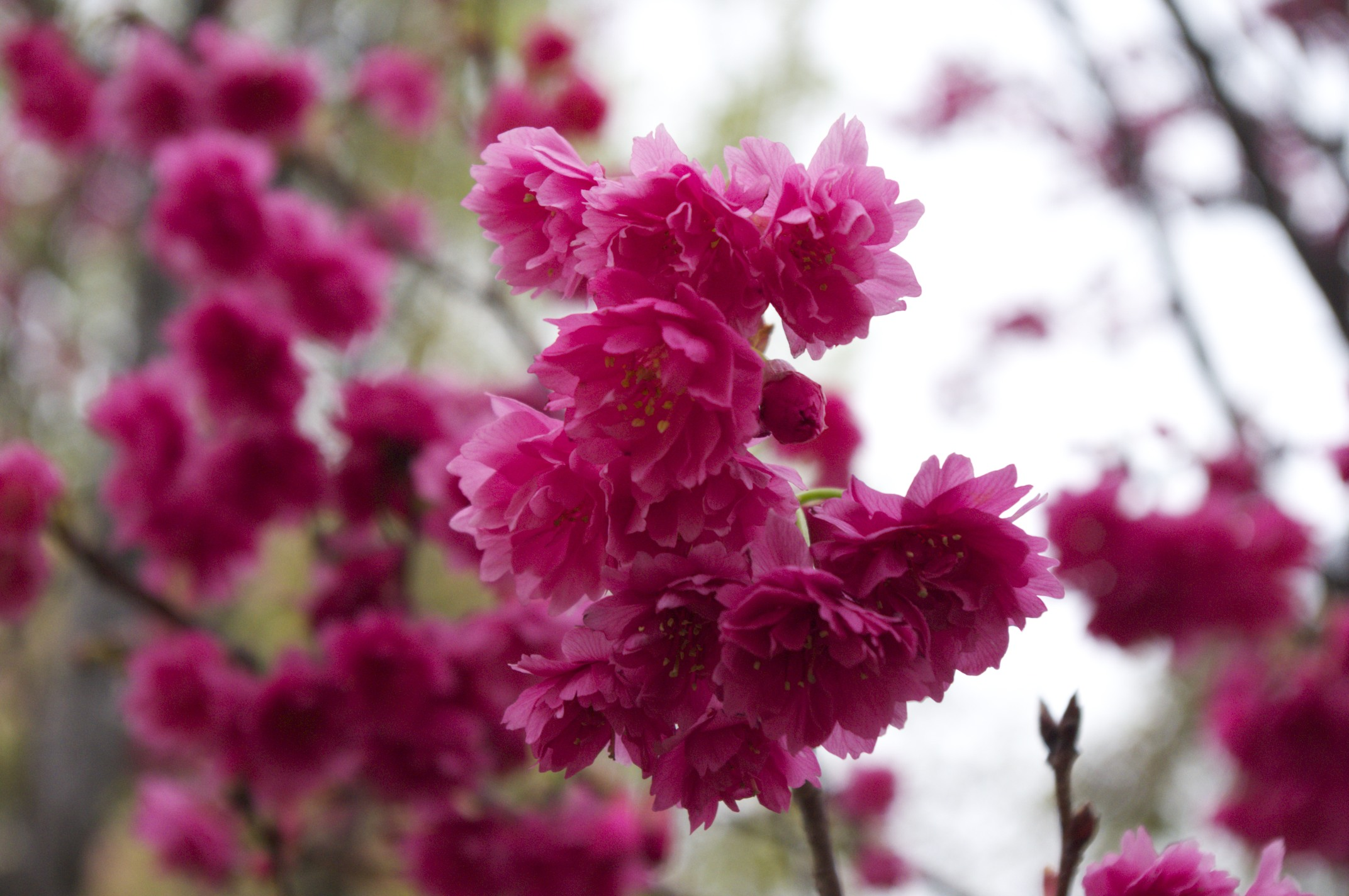
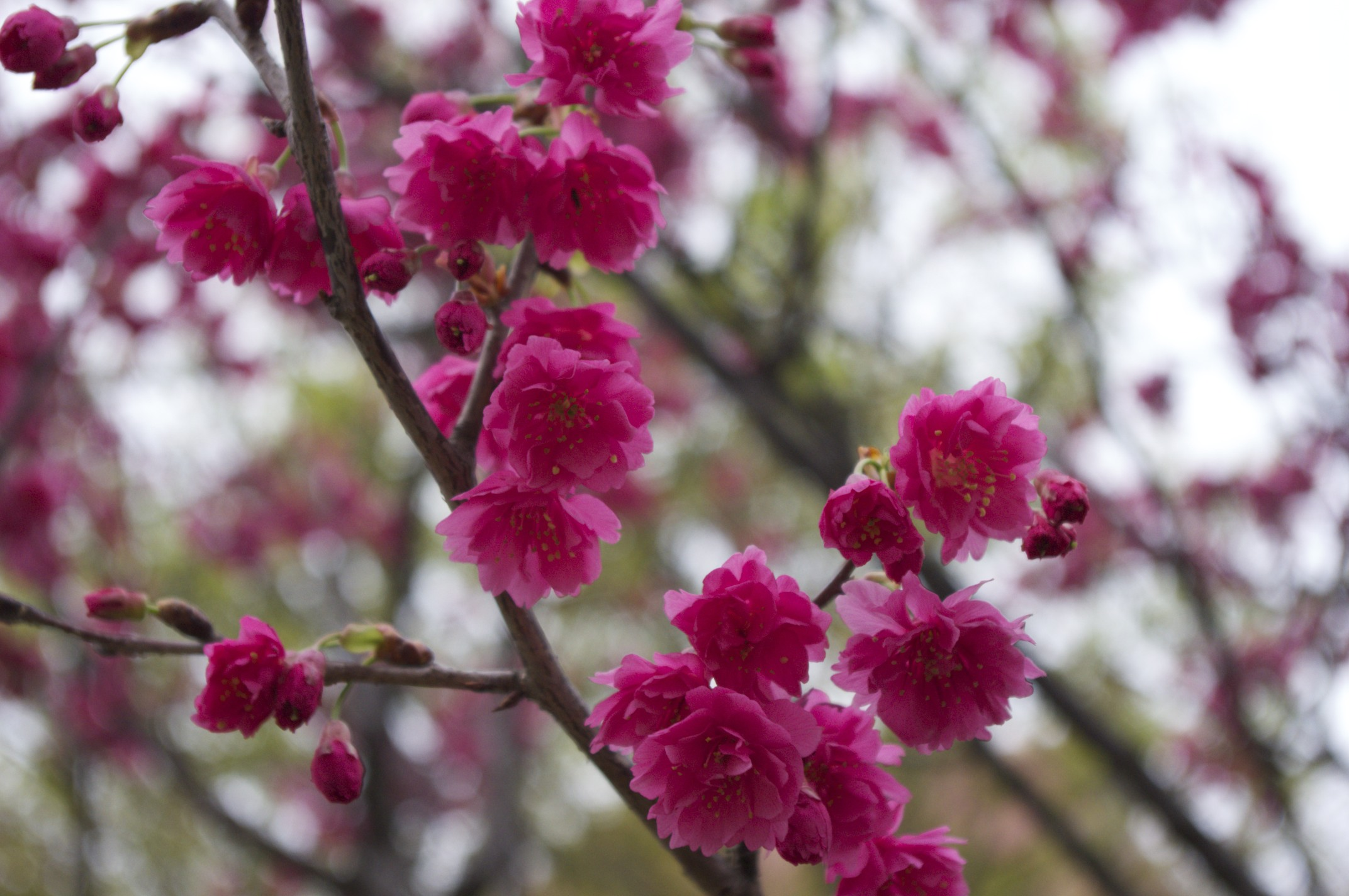
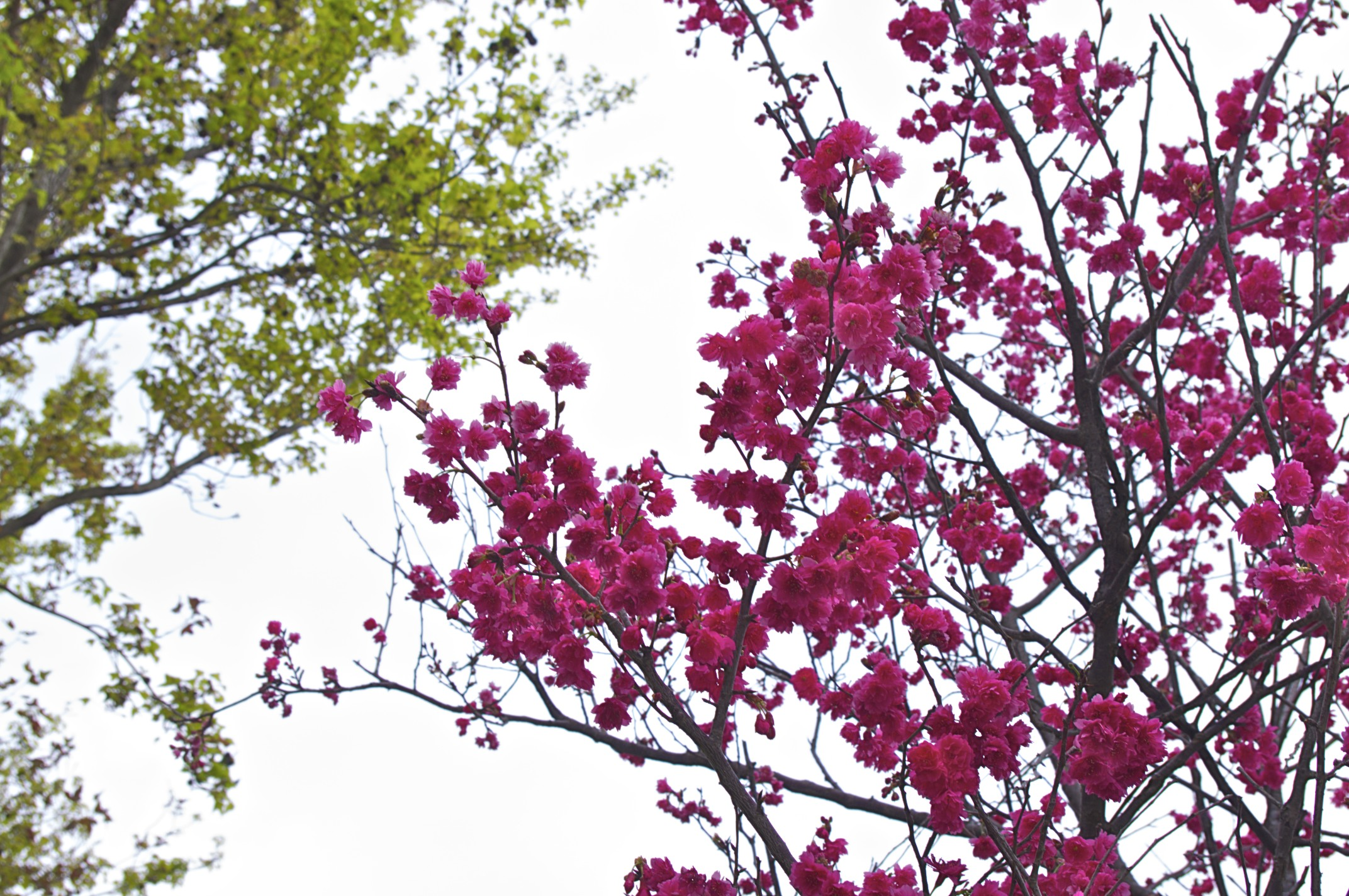